# Litija
Litija este un oraș din comuna Litija, Slovenia, cu o populație de 6.420 de locuitori.